# Astelia skottsbergii
Astelia skottsbergii är en enhjärtbladig växtart som beskrevs av Lucy Beatrice Moore. Astelia skottsbergii ingår i släktet Astelia och familjen Asteliaceae. Inga underarter finns listade i Catalogue of Life.